# Tomentella sublilacina
Tomentella sublilacina är en svampart som först beskrevs av Ellis & Holw., och fick sitt nu gällande namn av Elsie Maud Wakefield 1962. Tomentella sublilacina ingår i släktet Tomentella och familjen Thelephoraceae.  Arten är reproducerande i Sverige. Inga underarter finns listade i Catalogue of Life.